# Luca Palazzi
Luca Palazzi (Castellarano, 5 luglio 1984) è un arciere italiano.

## Biografia
Dopo i primi anni dell'adolescenza passati sui campi di calcio, all'età di 14 anni si avvicina al tiro con l'arco. La prima freccia scoccata da Palazzi risale all'anno 1998 durante l'annuale sagra del comune di Castellarano, dove si svolgevano prove libere di tiro con l'arco organizzate dall'Associazione Sportiva Dilettantistica Arcieri Orione, di Casalgrande. Entusiasmato da questo sport, Luca decide di iscriversi alla società Arcieri Orione, dalla quale non si è mai allontanato. Sceglie di diventare atleta agonista nella divisione Arco Olimpico e da quel momento inizia la sua brillante carriera arcieristica, che lo porterà a vincere numerosi titoli e gare Nazionali ed Internazionali. 
Palazzi ha ottenuto ottimi risultati in tutte le diverse specialità di questo sport: Tiro alla Targa, Tiro Indoor e soprattutto Tiro di Campagna (gare Hunter & Field). Si specializza, infatti, in quest'ultimo tipo di competizione nella quale diventa un vero maestro ottenendo le sue maggiori soddisfazioni. 
Entra nel 2005 a far parte in modo assiduo della Squadra Regionale dell'Emilia-Romagna, che deve però abbandonare dal 2009, quando viene convocato a far parte della Nazionale Italiana tiro di campagna in modo costante; nel 2008 aveva, infatti, già preso parte alla spedizione azzurra agli europei di Bjelovar (Croazia). 
Nel 2009 vince il titolo italiano assoluto ai Campionati Italiani tiro di campagna svolti a Camigliatello Silano.
Nel 2010 si piazza al terzo posto assoluto ai campionati italiani della stessa specialità svolti a Terni, ma le soddisfazioni più grandi arriva dalla convocazione per il mondiale tiro di campagna di Viesegrad, in Ungheria, dove Luca si piazza al settimo posto assoluto.
Nel maggio 2011 prende parte alla spedizione azzurra che partecipa alla tappa olandese (Cadier en Keer) del Torneo Internazionale delle 5 Nazioni, piazzandosi al primo posto.
Sempre lo stesso anno, ma nel mese di luglio, partecipa ai Campionati Italiani Hunter & Field a Città della Pieve; dopo una fase di qualifica tutt'altro che esaltante, Palazzi riesce ad agguantare l'ultimo posto disponibile per disputare le finali assolute, ed in queste dà il meglio di sé, vincendo il suo secondo titolo italiano assoluto e guadagnandosi la convocazione per i Campionati Europei di Montevarchi-Cavriglia 2011. 
Proprio in quest'ultima manifestazione Luca riesce a raggiungere l'oro europeo vincendo, in una finale al cardiopalma, il titolo continentale contro il tedesco Rohrberg.